# 11195 Woomera
11195 Woomera este un asteroid din centura principală de asteroizi.

## Descriere
11195 Woomera este un asteroid din centura principală de asteroizi. A fost descoperit pe 15 ianuarie 1999 la Woomera de Frank B. Zoltowski. El prezintă o orbită caracterizată de o semiaxă mare de 2,32 ua, o excentricitate de 0,11 și o înclinație de 3,1° în raport cu ecliptica.